# به زودی می‌بینمت
به زودی میبینمت به (روسی:До скорой встречи) یک فیلم رمانتیک به کارگردانی دیوید محمودیه، محصول آمریکایی-روسی در سال ۲۰۱۹ می‌باشد.

## بازیگران
- هاروی کایتل
- پاپی دریتون
- لیام مک‌اینتایر
- اولگ تاکتاروف
- جو توماس
- لاریسا مالوانایا
- کارلس پویول[۱]